# Claudio Mauri
Claudio Mauri (Milano, 1952) è uno scrittore italiano.
Nel 1982 pubblica Montanelli l'eretico, prima importante biografia del giornalista fucecchiese, opera che si basa sulla rielaborazione di  interviste da Mauri  fatte a Indro Montanelli;   e nel 1983 Il cittadino Scalfari, entrambe per la casa editrice Sugarco. Dagli anni ottanta inizia a collaborare alle pagine culturali di giornali e riviste, in particolar modo a quelle de il Giornale e Il Giorno. Nel 1992 scrive il saggio Le geometrie frattali di Gadda, (KOS, n. 87) e nel 1997 è finalista al Premio Letterario Arturo Loria con il racconto Il segreto.  
Nel 2005 pubblica La catena invisibile (Mursia), romanzo storico basato su testimonianze autentiche ed una lunga ricerca documentaria: "giallo del fascismo magico" (come reca il sottotitolo), incentrato su di una esoterica Catena , erede di una precisa quanto tragica missione, e i suoi enigmatici e conturbanti affiliati. L'anno successivo appaiono i suoi saggi Tre attentati al Duce: una pista esoterica e Aleister Crowley in Italia, (in Esoterismo e fascismo, Edizioni Mediterranee, 2006).  
Nel 2007 scrive un testo teatrale che parla della strage di duecento scolari milanesi ad opera dell'aviazione americana durante il bombardamento del 20 ottobre 1944. La commedia è stata successivamente pubblicata in volume con il titolo Il male viene dal cielo (Tabula Fati, 2014). Nel 2013 pubblica il libro Milano su una nuvola, una raccolta di poesie dedicate alla sua città e nel 2019 il romanzo storico "Imperi di polvere", (Solfanelli), che affronta la tematica della guerra fredda culturale.  
Dal 2021 è Docente di Scrittura creativa alla Società Umanitaria di Milano. 
| Controllo di autorità | VIAF (EN) 306069718 · SBN RAVV030441 · LCCN (EN) n83011371 |